# Pronoctua typica
Pronoctua typica là một loài bướm đêm trong họ Noctuidae.